# Estadio Governador Plácido Castelo
El Estadio Governador Plácido Castelo (tdl. ‘Gobernador Plácido Castelo'), conocido popularmente como Arena Castelão (tdl. ‘Grande Castelo'), es un estadio de fútbol ubicado en la ciudad de Fortaleza, estado de Ceará, Brasil,. El recinto fue inaugurado el 11 de noviembre de 1973 y posee una capacidad máxima para 65 000 espectadores sentados tras su última remodelación en 2013.
El estadio es propiedad del Gobierno del Estado de Ceará, y es utilizado por el Ceará Sporting Club, Fortaleza Esporte Clube y el Ferroviário Atlético Clube. Además, fue una de las sedes de la Copa Mundial de Fútbol de 2014 que se celebró en Brasil. Su nombre oficial honra a Aderaldo Plácido Castelo, gobernador de Ceará entre 1966 y 1971.

## Eventos

### Copa FIFA Confederaciones 2013
El Castelão es uno de los seis estadios que fueron elegidos para albergar encuentros de la Copa FIFA Confederaciones 2013, que se disputó en junio de 2013 en Brasil. Los encuentros que se disputaron en este estadio fueron:
| Fecha               | Equipo #1 | Resultado      | Equipo #2 | Ronda                 | Espectadores |
| ------------------- | --------- | -------------- | --------- | --------------------- | ------------ |
| 19 de junio de 2013 | Brasil    | 2–0            | México    | Primera fase, Grupo A | 57 804       |
| 23 de junio de 2013 | Nigeria   | 0–3            | España    | Primera fase, Grupo B | 51 263       |
| 27 de junio de 2013 | España    | 0–0 (7–6 pen.) | Italia    | Semifinal             | 56 083       |

### Copa Mundial de Fútbol de 2014
Este estadio fue una de las sedes de la Copa Mundial de Fútbol de 2014.
| Fecha               | Equipo #1    | Resultado | Equipo #2       | Ronda                 | Espectadores |
| ------------------- | ------------ | --------- | --------------- | --------------------- | ------------ |
| 14 de junio de 2014 | Uruguay      | 1–3       | Costa Rica      | Primera fase, Grupo D | 58 679       |
| 17 de junio de 2014 | Brasil       | 0–0       | México          | Primera fase, Grupo A | 60 342       |
| 21 de junio de 2014 | Alemania     | 2–2       | Ghana           | Primera fase, Grupo G | 59 621       |
| 24 de junio de 2014 | Grecia       | 2–1       | Costa de Marfil | Primera fase, Grupo C | 59 095       |
| 29 de junio de 2014 | Países Bajos | 2–1       | México          | Octavos de final      | 58 817       |
| 4 de julio de 2014  | Brasil       | 2–1       | Colombia        | Cuartos de final      | 60 342       |